# Arthonia ilicinella
Arthonia ilicinella är en lavart som beskrevs av Nyl. Arthonia ilicinella ingår i släktet Arthonia och familjen Arthoniaceae.   Inga underarter finns listade i Catalogue of Life.